# Derecho de sociedades del Reino Unido

Londres, un centro financiero global.

El derecho de sociedades del Reino Unido es el cuerpo de normas que tiene que ver con las corporaciones creadas bajo la Ley de Sociedades de 2006. También regulado por la Ley de insolvencia de 1986, el Código de Gobierno Corporativo del Reino Unido, las Directivas de la Unión Europea y los casos judiciales, la compañía es el principal vehículo legal para organizar y ejecutar los negocios. Rastreando su historia moderna a finales de los años de la Revolución Industrial, las sociedades anónimas ahora emplean más personas y generan más de la riqueza en la economía del Reino Unido que cualquier otra forma de organización.
El Reino Unido fue el primer país en preparar los estatutos de sociedades modernas, en donde a través de un proceso de registro sencillo cualquier inversionista puede incorporar, limitar la responsabilidad de gestión a sus acreedores en caso de insolvencia de las empresas, y en donde la administración fue delegada a una junta de directores centralizada. Modelo internacional influyente, el derecho del Reino Unido siempre ha dado a las personas una amplia libertad para diseñar las normas internas de las empresas, siempre y cuando los derechos mínimos obligatorios de los inversionistas en virtud de su legislación sean cumplidos.

## Derecho de Sociedades
El Derecho de Sociedades, o la ley corporativa, se puede dividir en dos campos principales. El gobierno corporativo en el Reino Unido interviene en los derechos y deberes entre los accionistas, empleados, acreedores y directores. Dado que el consejo de administración habitualmente tiene el poder de manejar el negocio bajo una constitución de la empresa, un tema central es qué mecanismos existen para asegurar la "responsabilidad directiva. La legislación del Reino Unido es “accionista amigo” en el que los accionistas , con exclusión de los empleados , por lo general ejercen derechos de voto único en la junta general. La asamblea general tiene una serie de derechos mínimos para cambiar la constitución de la empresa, emitir resoluciones y remover a los miembros de la junta. A su vez, los directores tienen una serie de derechos para sus empresas. La administración debe llevar a cabo sus responsabilidades con competencia, en la buena fe y lealtad inquebrantable a la empresa.Si los mecanismos de votación no prueban suficientemente, en particular para los accionistas minoritarios, los derechos de los directores y otros derechos de los miembros puede ser reivindicado en la corte. De importancia central en la lista y las empresas públicas es el mercado de valores, que se caracteriza por la Bolsa de Valores de Londres .A través de la toma de posesión Código del Reino Unido protege fuertemente el derecho de los accionistas a recibir el mismo trato y libre comercio de sus acciones.

## Historia
El derecho de sociedades en su forma moderna data de mediados del siglo XIX, sin embargo una serie de asociaciones empresariales se desarrollaron mucho antes. En la Edad Media los comerciantes que hacían negocios a través del Derecho común construcciones, como la asociacies. Siempre que la gente actuó con ánimo de lucro, la ley considera que una asociación surgió. Los primeros gremios y las empresas de librea fueron también a menudo implicados en la regulación de la competencia entre los operadores económicos. En Inglaterra, trató de construir un imperio mercantil, el gobierno creó las empresas en virtud de una carta real o una ley del Parlamento, con la concesión de un monopolio sobre un territorio determinado. El ejemplo más conocido, establecida en 1600, fue la British East India Company. La reina Isabel I le concedió el derecho exclusivo al comercio con todos los países al este del Cabo de Buena Esperanza. 
Las corporaciones en este momento esencialmente actuaban en nombre del gobierno, ganando sus beneficios con los ingresos de sus hazañas en el extranjero. Posteriormente la compañía se convirtió cada vez más con la política militar y colonial británico, al igual que la mayoría de las empresas del Reino Unido, que eran esencialmente dependiente de la marina británica y de su la capacidad de controlar las rutas comerciales en alta mar.

Un desarrollo importante vino a través de la Ley de Responsabilidad Limitada de 1855, que permitió a los inversionistas a limitar su responsabilidad en el caso de la quiebra de empresas a la cantidad que invirtieron en la empresa. Estas dos características - un procedimiento de registro simple y de responsabilidad limitada - se codificaron posteriormente en la primera ley de empresa moderna del mundo, la Ley de Sociedades Anónimas de 1856. Una serie de compañías Hechos hasta el presente 2006 Ley de Sociedades han mantenido esencialmente las características fundamentales mismo.

Durante el siglo XX, las empresas en el Reino Unido se convirtieron en la forma dominante de organización de la actividad económica, lo que generó preocupaciones acerca de cómo rendirían cuentas los que controlaban las empresas fueron los que invirtieron en ellos. Las primeras reformas después de la Gran Depresión, en la Ley de Sociedades de 1948, aseguró que los directores pueden ser destituidos por los accionistas con una mayoría simple de votos. 
En 1977, el gobierno introdujo una propuesta de reforma para permitir a los empleados a participar en la selección de la junta directiva, al igual que sucede en toda Europa, ejemplificada por la Ley alemana de cogestión de 1976. Sin embargo, nunca el Reino Unido llevó a cabo las reformas, y desde 1979 cambió el debate. 
A través de la década de 1990 el foco en la gestión empresarial se volvió hacia los mecanismos de control interno, tales como la auditoría, la separación de los poderes ejecutivo, y los comités de remuneración como un intento de poner algún tipo de control sobre la excesiva remuneración de los ejecutivos. Estas normas aplicables a las empresas, ahora se encuentra en Código de Buen Gobierno del Reino Unido, se han complementado con principios basados en la regulación de los inversores institucionales la actividad en la vida empresarial. Al mismo tiempo, la integración del Reino Unido en la Unión Europea supuso un crecimiento constante del Derecho de la Unión Europea sobre derecho de sociedades Directivas y la tendencia fue de harmonizar del Derecho de sociedades en el mercado interior.

## Las empresas y el Derecho Civil
Las empresas ocupan un lugar especial en derecho civil, porque tienen una personalidad jurídica separada de aquellos que invierten su capital y trabajo para el negocio. Las normas generales de contrato, agravio y enriquecimiento injusto operan en primer lugar contra la empresa como una entidad distinta.
Esto difiere fundamentalmente de otras formas de asociación de negocios. Un comerciante único adquiere los derechos y deberes como normal en virtud de la ley general de las obligaciones.
Si la gente ejerce su actividad con miras a obtener ganancias, se considera que han formado una alianza bajo la Ley de asociación de 1890 sección 1. Como único comerciante, los socios serán responsables en cualquier obligación de contrato o agravio solidariamente en acciones igual su contribución monetaria, o según su culpabilidad. Derecho, contabilidad y empresas actuariales comúnmente se organizan como asociaciones. Desde la Ley de sociedades de responsabilidad limitada 2000, los socios pueden limitar la cantidad que se pueda para su inversión monetaria en el negocio, si la alianza debe más dinero del que tiene la empresa. Fuera de estas profesiones, sin embargo, el método más común de las empresas para limitar su responsabilidad es formar una empresa.

## Formación de una empresa

### Opciones
Una variedad de compañías puede incorporarse en virtud de la Ley de empresas 2006. 
En primer lugar, las personas interesadas en el inicio de la empresa – posibles directores, empleados y accionistas – podrán elegir una ilimitada o limitada sociedad anónima. “Ilimitado” significará que los incorporados serán responsables de todas las pérdidas y deudas con arreglo a los principios generales del derecho civil. La opción de una sociedad anónima conduce a una segunda elección. 
Una empresa puede ser “limitada por garantía”, lo que significa que si la empresa debe más deudas de las que puede pagar, la responsabilidad de los encargados estará limitada en la medida del dinero que se elegirá como garantía. O una empresa, puede ser “limitada por acciones”, lo que quiere decir que la responsabilidad de los inversionistas de capital está limitada a la cantidad subscrita por ellos al capital de las acciones. 
Una tercera opción es, si una compañía limitada por acciones será pública o privada. Ambos tipos de empresas deben mostrar (en parte como una advertencia) las terminaciones “plc” o “Ltd” tras el nombre de la empresa. La mayoría de los nuevos negocios optará por una empresa privada limitada por acciones, mientras que las empresas ilimitadas y limitadas por garantía de empresas, por lo general son elegidas por organizaciones benéficas, empresas comerciales arriesgadas o fondos mutuos deseando no dejar ninguna cuenta pendiente. 
Empresas benéficas también tienen la opción de convertirse en una empresa de interés de la comunidad. Las empresas públicas son el vehículo de negocio predominante en la economía del Reino Unido. Aunque mucho menos numerosos que las empresas privadas, emplea la inmensa masa de trabajadores británicos y da la vuelta a la mayor parte de la riqueza. 
Las empresas públicas pueden ofrecer acciones al público, pero deben tener un capital mínimo de 50.000 libras, debe permitir la libre transferibilidad de sus acciones y normalmente (como las más grandes empresas públicas serán enumerados) se cumplirá los requisitos de la bolsa de Londres o de un mercado de valores similares. Las empresas también podrán optar por incorporar bajo el estatuto de sociedad europea como un Societas Europaea. Un “SE” se tratarán en cada Estado de miembro de la Unión Europea, como si fuera una sociedad constituida de conformidad con la Ley de dicho Estado, y pueden optar por dentro o fuera de la participación de los empleados.

### Procedimientos
Una vez que se ha tomado la decisión sobre el tipo de empresa, la formación se produce a través de una serie de procedimientos con el registrador en la casa de las empresas. Antes del registro, nadie promueve la empresa para atraer inversiones bajo estrictas obligaciones fiduciarias para divulgar todos los hechos acerca de la empresa y sus finanzas. Además nadie pretende contratar en nombre de una compañía antes de su registro general porque será personalmente responsable de esas obligaciones. En el proceso de registro, aquellos que invierten dinero en una compañía, firmarán un memorando de asociación indicando qué acciones inicialmente se tomarán y cumpliendo con la Ley de empresas de 2006.
Una Constitución de empresa estándar, conocida como el modelo de artículos, se considerará aplicar, o las corporaciones podrán registrar sus propios estatutos individualizados.
Los directores deben ser nombrados, uno en una empresa privada y al menos dos en una compañía pública y una empresa pública debe tener un Secretario, es necesario para no solo sea un solo miembro. La compañía se rechazará el registro si está configurado para un fin ilegal, y debe elegir un nombre que no sea inadecuado o ya esté en uso. Esta información se escribe en el formulario de “IN01” disponible en el sitio Web de la casa de las empresas, y se paga una cuota de 20 libras de registro de 8 a 10 días, o una tarifa de 50 libras por registro dentro de 24 horas. El Secretario, a continuación, emite un certificado de incorporación y una nueva personalidad jurídica entra en etapa.